# Antrodiaetus riversi
Antrodiaetus riversi és una aranya de la família dels antrodiètids (Antrodiaetidae); són migalomorfs. Són natives del Nord de Califòrnia on es coneixen com a "california turret spiders" (aranyes torreta de Califòrnia). Construeix caus a terra, amb vegetació i seda. La mida d'aquesta aranya és 13 a 18 mil·límetres; les femelles són més grosses que els mascles.

## Galeria
Torreta del cau d' Antrodiaetus riversi en el nord de Califòrnia.

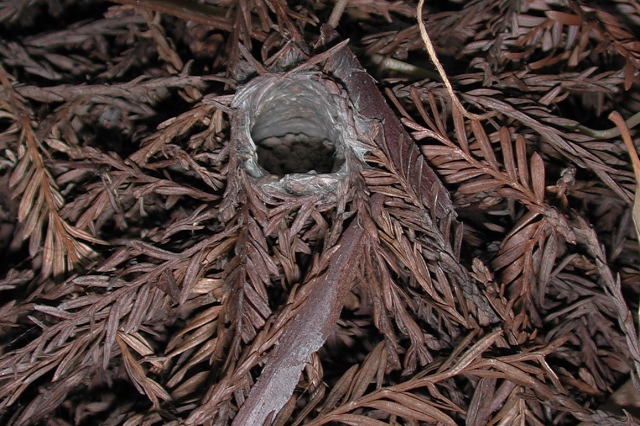
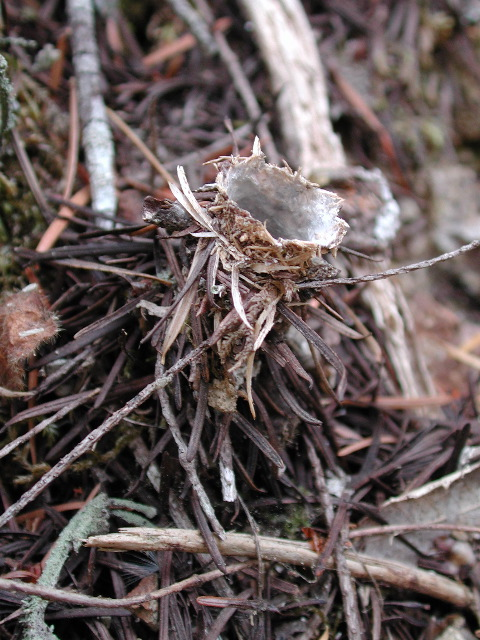
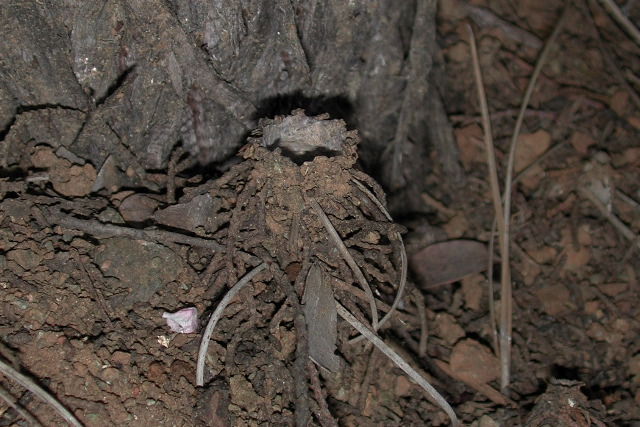
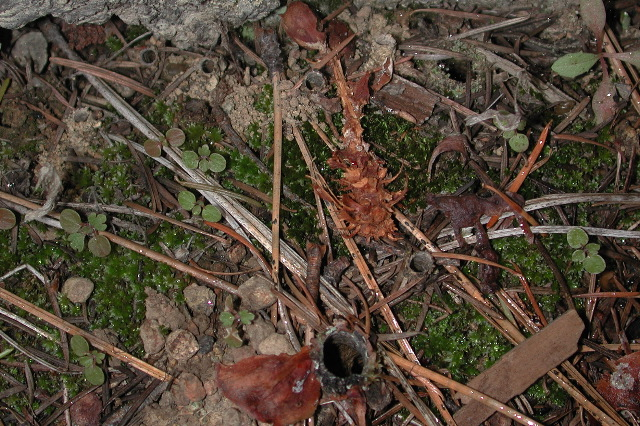